# 崔融
崔 融（さい ゆう、653年 - 706年）は、唐代の文人・官僚。字は安成。本貫は斉州全節県。

## 経歴
宜君県丞の崔懸解の子として生まれた。八科挙に応じて及第した。宮門丞に累進し、崇文館学士を兼ねた。李顕が皇太子となると、崔融は太子侍読をつとめ、侍属文を兼ねた。東宮の上表上疏の多くは崔融の手によって成った。聖暦2年（699年）、武則天が嵩山に行幸すると、崔融は「啓母廟碑」の文章を作った。武則天が封禅を終えると、崔融は朝観碑文を作るよう命じられた。魏州司功参軍から著作佐郎に抜擢され、ほどなく右史に転じた。右史・内供奉を兼ねたまま、著作郎に任じられた。鳳閣舎人に転じた。久視元年（700年）、張昌宗の意に逆らって罪に問われ、婺州長史に左遷された。ほどなく張昌宗の怒りが解け、洛陽に召還されて春官郎中となり、知制誥事をつとめた。長安2年（702年）、再び鳳閣舎人となった。長安3年（703年）、修国史を兼ねた。
ときに官署が関市に税をかけたいと上表したため、崔融はこれに反対する上疏をおこなった。武則天に聞き入れられて、そのことは沙汰止みになった。
長安4年（704年）、崔融は知制誥のまま司礼寺少卿に任じられた。ときに張易之兄弟が文学の士を招集すると、崔融は李嶠・蘇味道・王紹宗らとともに張易之兄弟に仕えた。神龍元年（705年）、張易之が殺害されると、崔融は袁州刺史に左遷された。ほどなく召還されて国子司業に任じられ、修国史を兼ねた。神龍2年（706年）、『則天実録』が完成すると、崔融はその編纂に参与した功績により、清河県子に封じられた。「則天哀冊文」の執筆に苦心し、発病して死去した。享年は54。衛州刺史の位を追贈された。諡は文といった。文集60巻があった。

## 子女
- 崔禹錫（中書舎人・贈定州刺史）[5][6]
- 崔緄
- 崔繟
- 崔緝
- 崔綴
- 崔紹
- 崔翹（礼部尚書・贈荊州大都督）[5][6]
- 崔系
- 崔朔

## 伝記資料
- 『旧唐書』巻94 列伝第44
- 『新唐書』巻114 列伝第39